# Epyaxa lucidata
Epyaxa lucidata là một loài bướm đêm thuộc họ Geometridae. Nó là loài bản địa của New Zealand.

## Hình ảnh

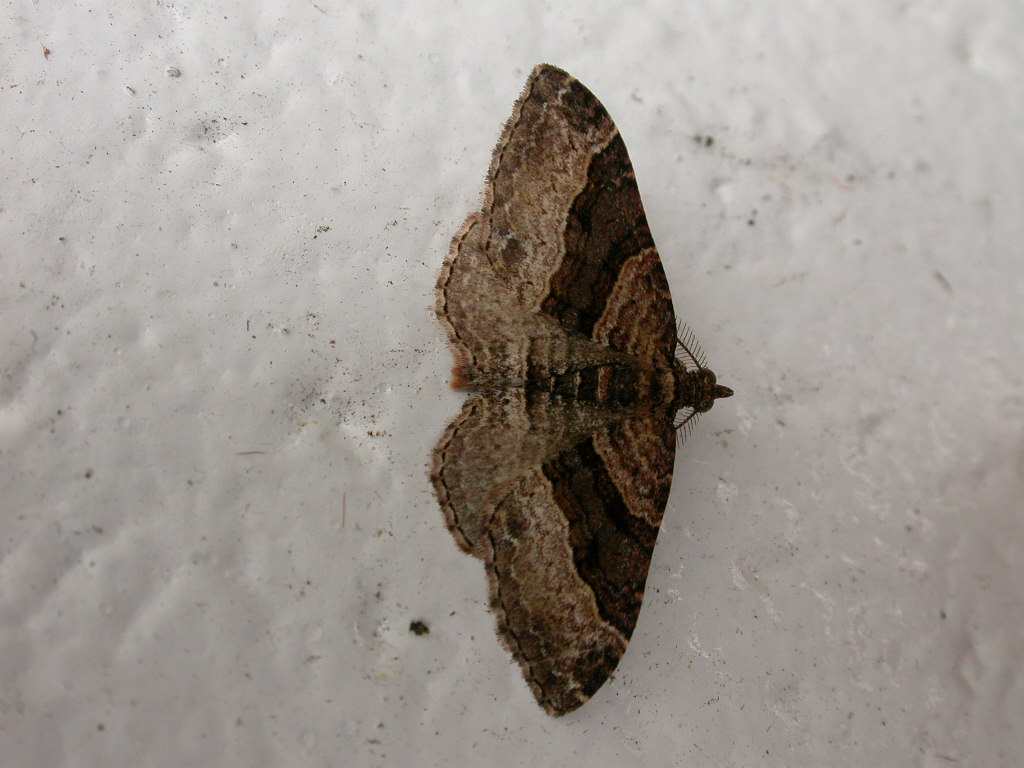
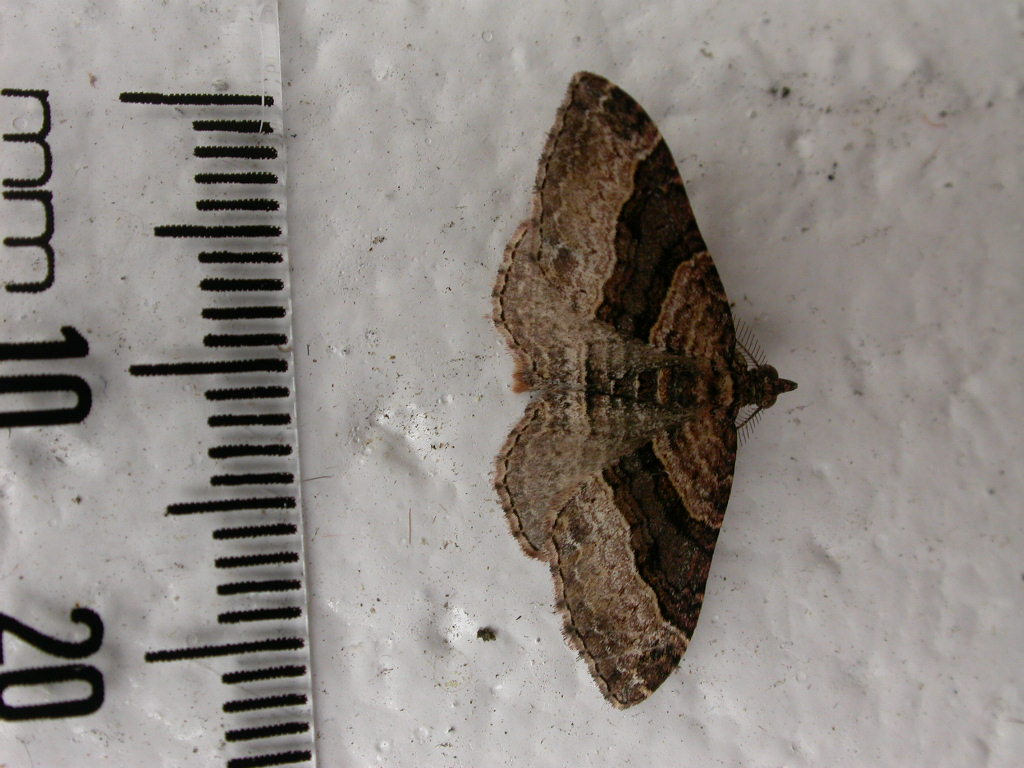
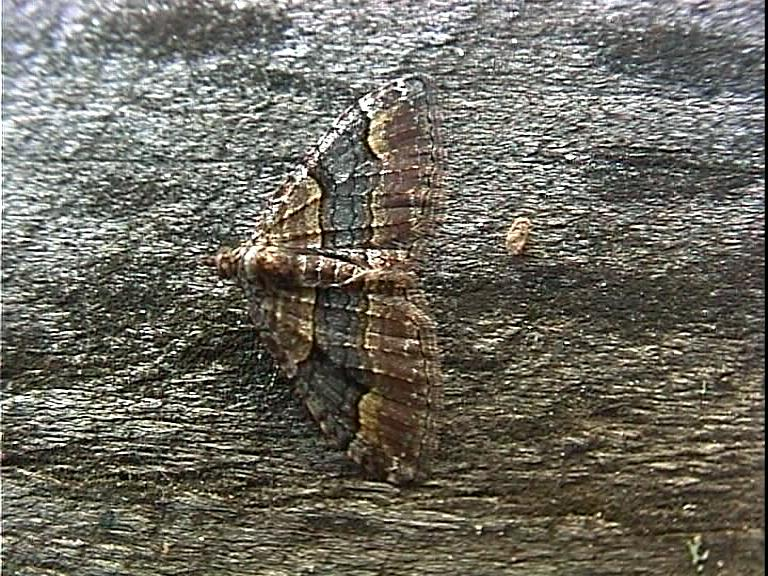
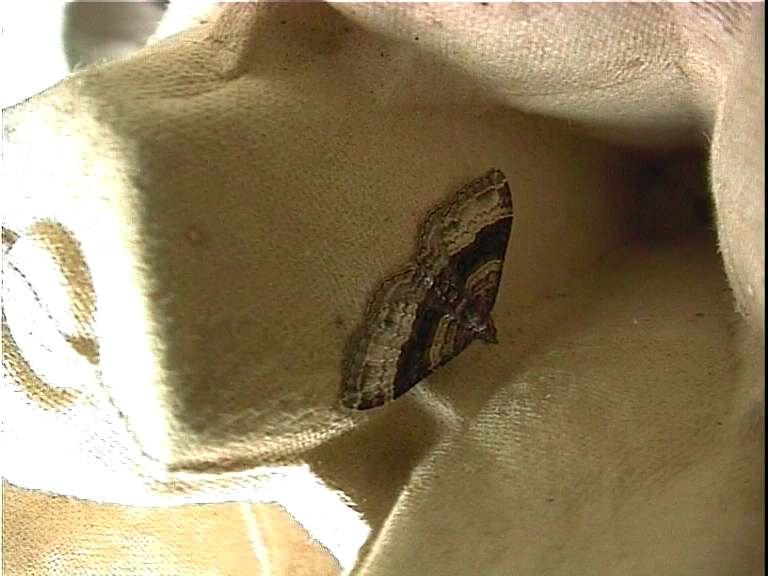